# رالو (نبراسكا)
رالو (بالإنجليزية: Rulo, Nebraska)‏ هي منطقة سكنية تقع في الولايات المتحدة في مقاطعة ريتشاردسون، نبراسكا. يقدر عدد سكانها بـ 172 نسمة ومساحتها 1.63 كم2 وترتفع عن سطح البحر 270 متر.

## التركيبة السكانية
قام مكتب تعداد الولايات المتحدة بتحديد بيانات التركيبة السكانية لرالو في تعداد الولايات المتحدة. في ما يلي، التركيبة السكانية حسب تعدادي 2000 و2010.

### تعداد عام 2000
بلغ عدد سكان رالو 226 نسمة بحسب تعداد عام 2000، وبلغ عدد الأسر 97 أسرة وعدد العائلات 62 عائلة مقيمة في القرية. في حين سجلت الكثافة السكانية 359.9 نسمة لكل ميل مربع (139.0/كم2). وبلغ عدد الوحدات السكنية 132 وحدة بمتوسط كثافة قدره 210.2 نسمة لكل ميل مربع (81.2/كم2).
وتوزع التركيب العرقي للقرية بنسبة 75.66% من البيض و 23.45% من الأمريكيين الأصليين و 0.88% من عرقين مختلطين أو أكثر.
بلغ عدد الأسر 97 أسرة كانت نسبة 24.7% منها لديها أطفال تحت سن الثامنة عشر تعيش معهم، وبلغت نسبة الأزواج القاطنين مع بعضهم البعض 49.5% من أصل المجموع الكلي للأسر، ونسبة 13.4% من الأسر كان لديها معيلات من الإناث دون وجود شريك، وكانت نسبة 35.1% من غير العائلات. تألفت نسبة 29.9% من أصل جميع الأسر من أفراد ونسبة 13.4% كانوا يعيش معهم شخص وحيد يبلغ من العمر 65 عاماً فما فوق. وبلغ متوسط حجم الأسرة المعيشية 2.86، أما متوسط حجم العائلات فبلغ 2.33.
ونسبة 27.4% كانت ما بين الخامسة والأربعون حتى الرابعة والستون، ونسبة 17.3% كانت ضمن فئة الخامسة والستون عاماً فما فوق. يوجد لكل 100 أنثى 85.2 ذكر، ويوجد لكل 100 أنثى في الثامنة عشر من عمرها فما فوق 88.9 ذكر.
بلغ متوسط دخل الأسرة في القرية 21,719 دولار، أما متوسط دخل العائلة فبلغ 30,000 دولار. وكان متوسط دخل الذكور 20,357 دولار مقابل 17,292 دولار للإناث. وسجل دخل الفرد الخاص بالقرية 11,971 دولار. وكانت نسبة 20.0% من العائلات ونسبة 28.0% من السكان تحت خط الفقر، وكان من هؤلاء نسبة 52.5% تحت سن الثامنة عشر ونسبة 20.4% في الخامسة والستين من العمر وما فوق.

### تعداد عام 2010
بلغ عدد سكان رالو 172 نسمة بحسب تعداد عام 2010، وبلغ عدد الأسر 85 أسرة وعدد العائلات 43 عائلة مقيمة في القرية. في حين سجلت الكثافة السكانية 273.0 نسمة لكل ميل مربع (105.4/كم2). وبلغ عدد الوحدات السكنية 116 وحدة بمتوسط كثافة قدره 184.1 لكل ميل مربع (71.1/كم2).
وتوزع التركيب العرقي للقرية بنسبة 70.9% من البيض و 23.8% من الأمريكيين الأصليين و 0.6% من سكان جزر المحيط الهادئ و 4.7% من عرقين مختلطين أو أكثر.
بلغ عدد الأسر 85 أسرة كانت نسبة 22.4% منها لديها أطفال تحت سن الثامنة عشر تعيش معهم، وبلغت نسبة الأزواج القاطنين مع بعضهم البعض 35.3% من أصل المجموع الكلي للأسر، ونسبة 11.8% من الأسر كان لديها معيلات من الإناث دون وجود شريك، بينما كانت نسبة 3.5% من الأسر لديها معيلون من الذكور دون وجود شريكة وكانت نسبة 49.4% من غير العائلات. تألفت نسبة 40.0% من أصل جميع الأسر من أفراد ونسبة 18.9% كانوا يعيش معهم شخص وحيد يبلغ من العمر 65 عاماً فما فوق. وبلغ متوسط حجم الأسرة المعيشية 2.63، أما متوسط حجم العائلات فبلغ 2.02.
بلغ العمر الوسطي للسكان 48 عاماً. وكانت نسبة 18.6% من القاطنين تحت سن الثامنة عشر، وكانت نسبة 7% بين الثامنة عشر والأربعة وعشرون عاماً، ونسبة 18.6% كانت واقعةً في الفئة العمرية ما بين الخامسة والعشرون حتى والأربعة وأربعون عاماً، ونسبة 34.4% كانت ما بين الخامسة والأربعون حتى الرابعة والستون، ونسبة 21.5% كانت ضمن فئة الخامسة والستون عاماً فما فوق. وتوزع التركيب الجنسي للسكان بنسبة 50.0% ذكور و50.0% إناث.

## معرض صور

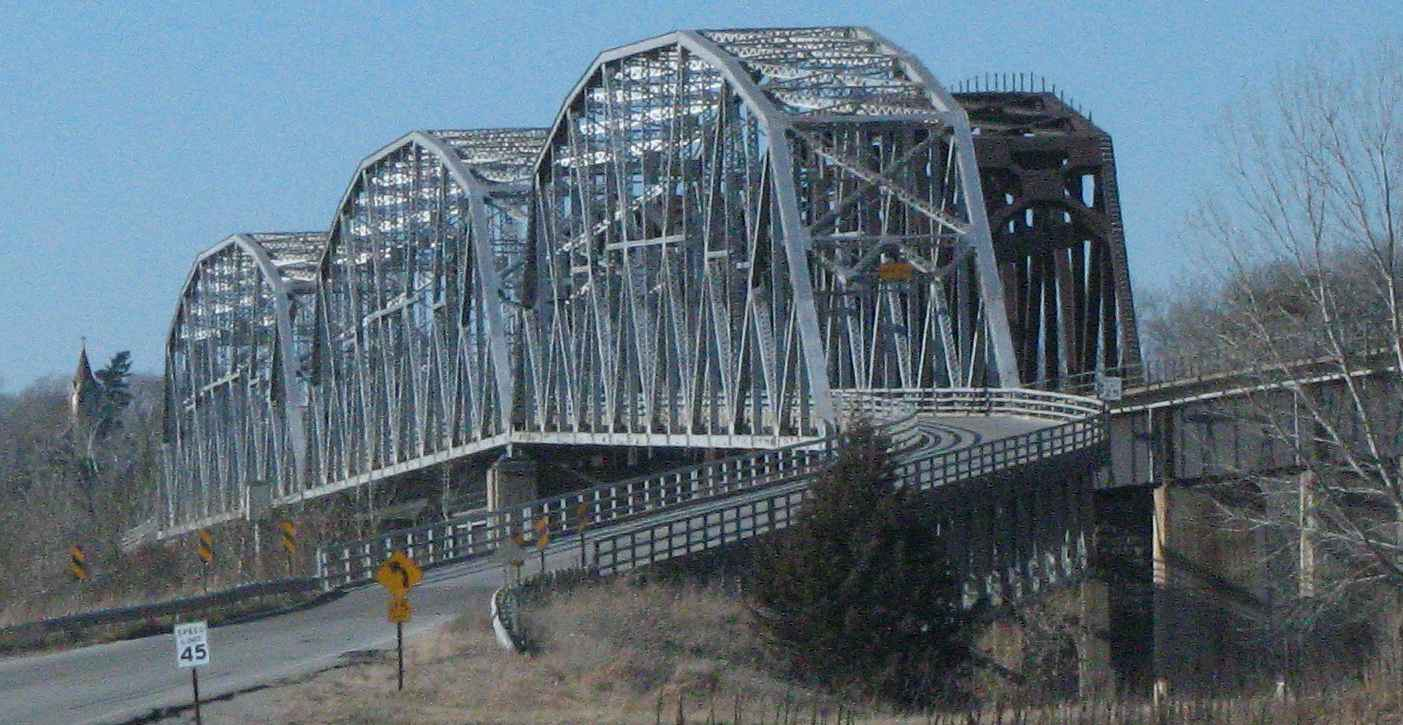
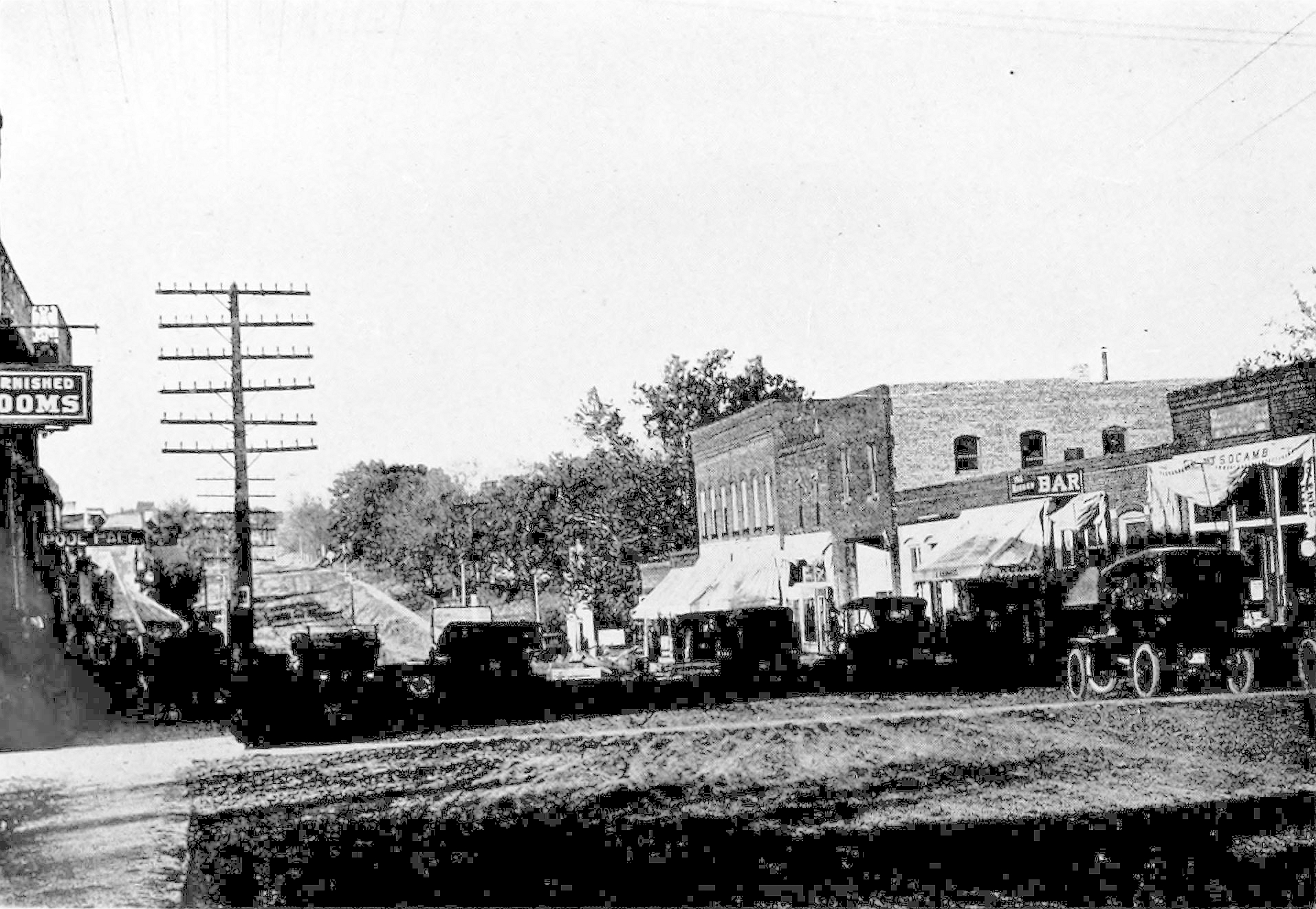
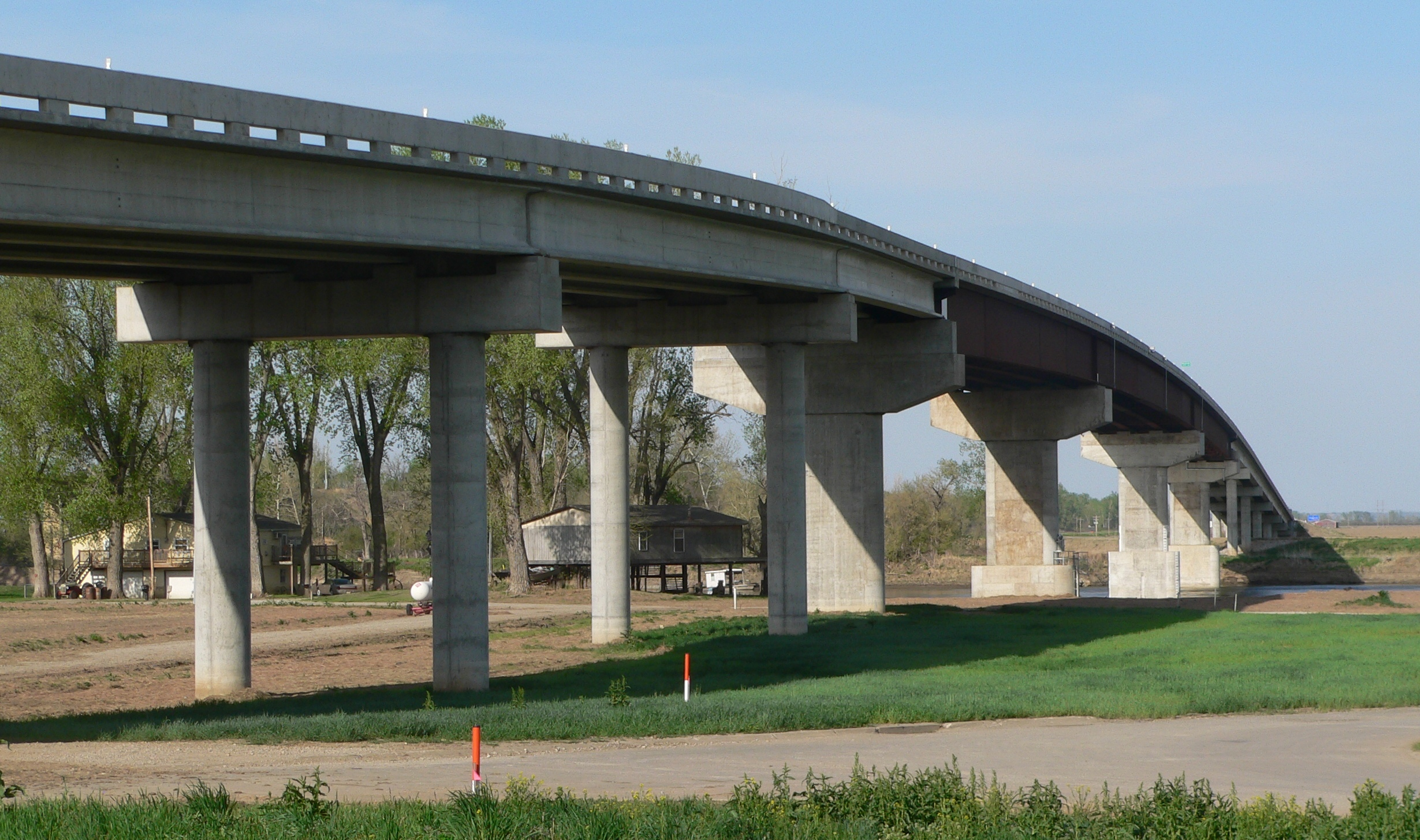